# Данило I Петрович
Данило I Пе́трович (25 мая (6 июня) 1826 — 1 (13) августа 1860 года) — первый князь Черногории с 1852 по 1860 из династии Петровичей-Негошей.

## Биография
Родился в семье Станко Петровича 6 июня 1826. После смерти своего дяди унаследовал титул владыки Черногории. 1 марта 1852 г. была провозглашена полная независимость, и Данило принял титул князя Черногории. 21 марта 1852 г. он был признан в княжеском достоинстве Российской империей.

### Путь реформ
Данило проводил ряд реформ, направленных на модернизацию племенных отношений и на повышение боеспособности черногорского войска перед османской угрозой. Земельная реформа была закреплена законником, утверждённым в 1855 году. Реформы столкнулись с сопротивлением на местах, в 1854 году Данило подавил бунт племени белопавловичей, а в 1855 — бунт племени кучей, неожиданно изъявивших покорность турецкому паше в Шкодере.
12 января 1855 года Данило женился на Даринке Квекич, происходившей из сербской купеческой семьи, издавна укоренившейся в Триесте.

### Убийство князя Данило I
13 августа 1860 года князь Данило был убит из мести в городе Котор черногорским эмигрантoм Тодором Кадичем из племени Белопавличей за преследование и убийство своих родственников в ходе внутренних конфликтов в Черногории. Князь в тот день садился на борт австрийского парохода «Герта», для возвращения в Черногорию после своего путешествия по Далмации, но Тодор Кадич подбежал к Данило I и выстрелил в князя из пистолета. Спустя несколько часов князь Данило умер от полученных при нападении ранений. После смерти князя Данило престол Черногории унаследовал племянник Данило Петровича — Никола I, будущий король Черногории.

Могила в Цетинском монастыре